# サンタ・テレーザ・ディ・リーヴァ
サンタ・テレーザ・ディ・リーヴァ（イタリア語: Santa Teresa di Riva）は、イタリア共和国シチリア州メッシーナ県にある、人口約9,400人の基礎自治体（コムーネ）。

## 地理

### 位置・広がり

#### 隣接コムーネ
隣接するコムーネは以下の通り。
- カザルヴェッキオ・シークロ
- フルチ・シークロ
- サンタレッシオ・シークロ
- サーヴォカ

## 行政

### 分離集落
サンタ・テレーザ・ディ・リーヴァには、以下の分離集落（フラツィオーネ）がある。
- Fautarì, Misserio, Giardino, Quartarello, San Gaetano